# Emily Maitlis
Emily Maitlis (Hamilton, 6 de setembro de 1970) é uma jornalista britânica e documentarista da BBC. É apresentadora dos noticiários e atualidades da BBC Two, BBC Newsnight.
Em janeiro de 2014, tornou-se editora política interina do BBC Newsnight quando substituiu temporariamente Allegra Stratton, que pegou licença maternidade até o final daquele ano e, em 2019, liderou uma formação feminina.

## Infância e educação
Emily Maitlis nasceu em Hamilton, Ontário, Canadá, filha de pais judeus britânicos; sua avó paterna era uma refugiada judia que fugiu da Alemanha nazista. É filha do professor Peter Maitlis FRS, professor emérito de química inorgânica da Universidade de Sheffield e Marion Maitlis, psicoterapeuta.
Emily foi criada em Sheffield, Yorkshire, e foi educada na King Edward VII School e no Queens 'College, em Cambridge. Ela fala espanhol fluentemente, italiano e francês, além de mandarim. A partir de 2019, é a única apresentadora do Newsnight a não frequentar uma escola particular.

## Carreira
Emily Maitlis inicialmente queria trabalhar como diretora, motivada por seu amor pelo drama, mas passou a transmitir rádio. Antes de trabalhar em notícias, era documentarista no Camboja e na China. Trabalhou para a rede NBC e estava sediada em Hong Kong. 
A Emily passou seis anos em Hong Kong na TVB News e na NBC Ásia, inicialmente como jornalista de negócios criando documentários e depois como apresentadora, cobrindo o colapso das economias de tigres em 1997. Ela também cobriu a transferência de soberania sobre Hong Kong com Jon Snow para o Canal 4.  Ela então se mudou para a Sky News no Reino Unido como correspondente de negócios e depois para a BBC London News quando o programa foi relançado em 2001. 
Em 2005, Maitlis apareceu como o mestre das perguntas no programa The Lottery National: Come And Have A Go. Foi apresentadora regular da BBC News durante o ano de 2006, ingressando como parte de uma nova formação em abril para apresentar ao lado de Ben Brown. Ela também apresentou o BBC Breakfast e, de maio de 2006 a julho de 2007, apresentou o STORYFix no BBC News, um olhar alegre sobre as notícias da semana voltadas para o ritmo da música. 
Em julho de 2007, Emily Maitlis foi apontado como editora colaborador da revista The Spectator, uma publicação não paga. Isso havia sido aprovado por seu gerente imediato, o chefe da BBC Television News, Peter Horrocks, mas a decisão foi posteriormente anulada por seu superior, a diretora da BBC News, Helen Boaden.
Em 2012, Emily Maitlis apresentou a cobertura eleitoral dos EUA em 2012 na BBC One e no BBC News (canal) ao lado de David Dimbleby, quando o presidente dos Estados Unidos, Barack Obama e Mitt Romney, estavam lutando pela presidência dos EUA. Em 2016, começou a apresentar um programa de discussão de notícias chamado This Week's World na BBC Two, no final da tarde aos sábados. 
Emily é uma das principais apresentadoras do BBC Newsnight na BBC Two, ao lado de Kirsty Wark. Depois de cada programa, antes de dormir, ela responde e-mails dos telespectadores e, em abril de 2019, publicou um livro Airhead: A Arte Imperfeita de Fazer Notícias, descrevendo como as notícias na televisão são produzidas. Ela também é apresentadora de turnos de socorro no canal da BBC News, incluindo a BBC News at Five, e ocasionalmente apresenta a BBC News at One, que também é transmitida pela BBC One. 
Em novembro de 2019, a Emily entrevistou o Príncipe Andrew sobre seu relacionamento com o agressor sexual americano Jeffrey Epstein, que morreu em agosto de 2019 enquanto aguardava julgamento por acusações de tráfico sexual. A entrevista foi exibida no programa BBC Newsnight em 16 de novembro de 2019. Como consequência das consequências desastrosas deste programa, o príncipe foi obrigado pela Rainha Elizabeth II a renunciar dos deveres reais e da vida pública. 
Em fevereiro de 2020, Emily ganhou os prêmios Entrevista do ano e Colher do ano no RTS Television Journalism Awards 2020 pela entrevista feita com o Príncipe Andrew.

## Controvérsias
Em uma discussão do Newsnight sobre o Brexit em 15 de julho de 2019, foi alegado que Maitlis estava “zombando e intimidando” o colunista Rod Liddle. Maitlis acusou as colunas de Liddle de conterem "racismo casual consistente semana após semana", perguntando a Liddle se ele se descreveria como racista. Uma investigação da Unidade Executiva de Reclamações da BBC confirmou as queixas contra ela, concordando que era "persistente e pessoal" em suas críticas a Liddle, "deixando-a aberta à acusação de não ter sido imparcial" na discussão entre Liddle, que apoia o Brexit, e seu oponente anti-Brexit, Tom Baldwin. O queixoso bem-sucedido sugeriu que a transmissão exemplificasse a visão da BBC Deixar os eleitores, enquanto Douglas Murray descreveu o segmento como "mais um tiroteio do que uma entrevista".
Em maio de 2020, avisaram a imprensa sobre um possível viés contra Emily Maitlis e o incidente de Dominic Cummings daquele mês. A BBC disse que a introdução que discutiu a disputa pelo conselheiro principal do primeiro-ministro "não atendeu aos nossos padrões de devida imparcialidade". A emissora disse em comunicado: "A BBC deve manter os mais altos padrões de devida imparcialidade em suas notícias. Maitlis iniciou o show declarando que o Sr. Cummings havia "violado as regras".

## Vida pessoal
Maitlis é casada com o gerente de investimentos Mark Gwynne, que conheceu enquanto trabalhava em Hong Kong. O casal têm dois filhos, Milo e Max. Maitlis é uma corredora afiada e uma embaixadora da celebridade em WellChild.
Ela também apresentou o jantar anual do World Jewish Relief 2012 em Guildhall, Londres.
Durante uma entrevista no Jonathan Ross Show, Emily revelou que havia proposto ao marido enquanto estava de férias nas Ilhas Maurício em 2000.
Uma entrevista no The Guardian diz: "a família é judia, embora Maitlis tenha dito que ela própria não é muito praticante", a entrevista afirma que a Emily possui uma família judia.